# Alexandre-Évariste Fragonard
Alexandre-Evariste Fragonard (Grasse, 1780 – Parigi, 15 novembre 1850) è stato un pittore e scultore francese.

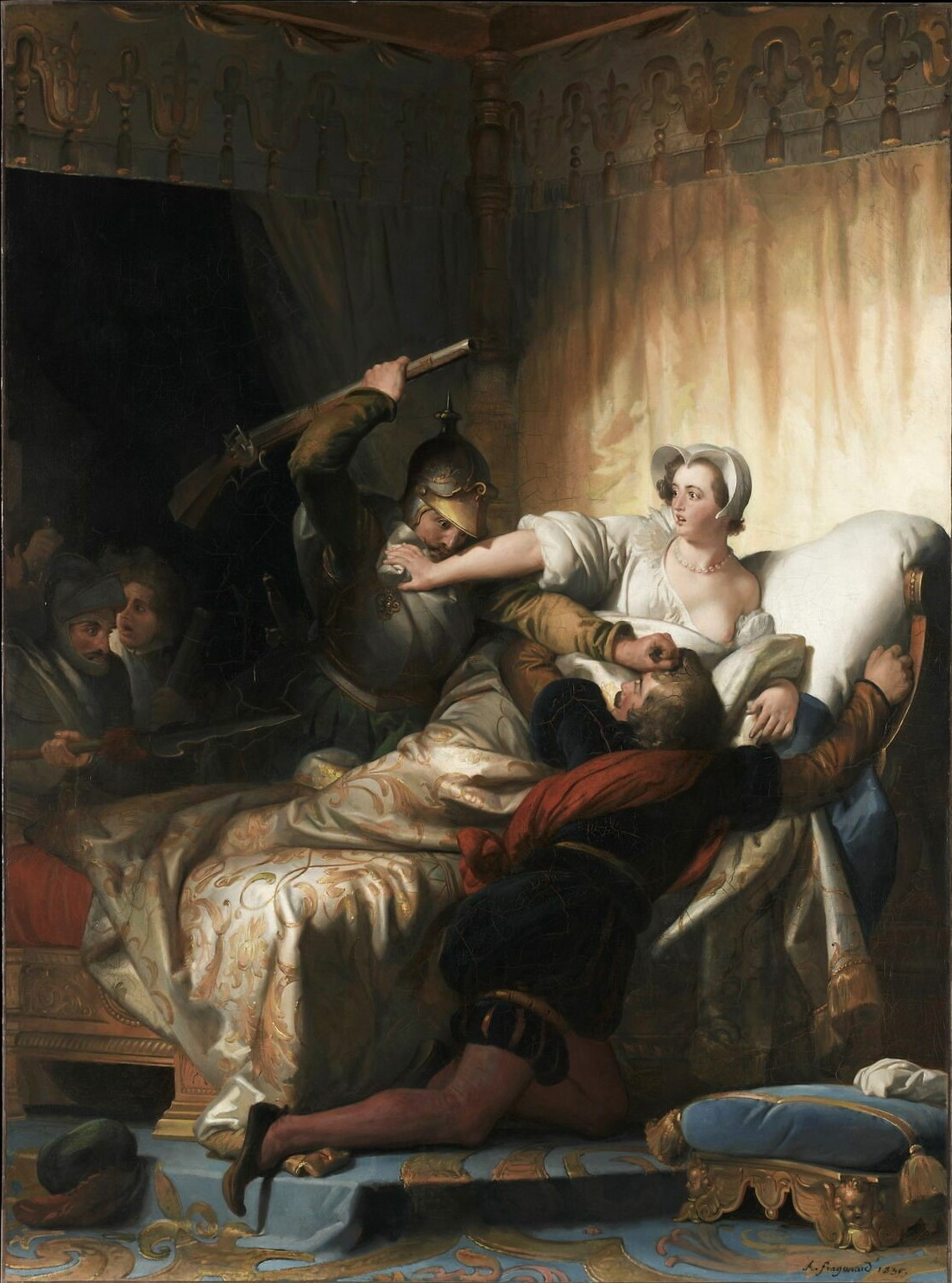
Scena nella camera da letto di Margherita di Valois, durante la notte di San Bartolomeo.

Figlio di Jean-Honoré Fragonard, di cui fu allievo, si perfezionò con Jacques-Louis David.
Come pittore, ha dipinto:
- François I armé chevalier;
- François I recevant le Primatice (sul soffitto del Louvre);
- Les Bourgeois de Calais;
- Jeanne d'Arc montant sur le bûcher;
- Le Tasse lisant la Gerusalemme liberata.

Come scultore, fece la vecchia facciata della Camera dei Deputati, la Diana d'Anet, la fontana del Marché-aux-Carmes di Parigi e una statua colossale di Pichegru.